# The Black Dahlia Murder

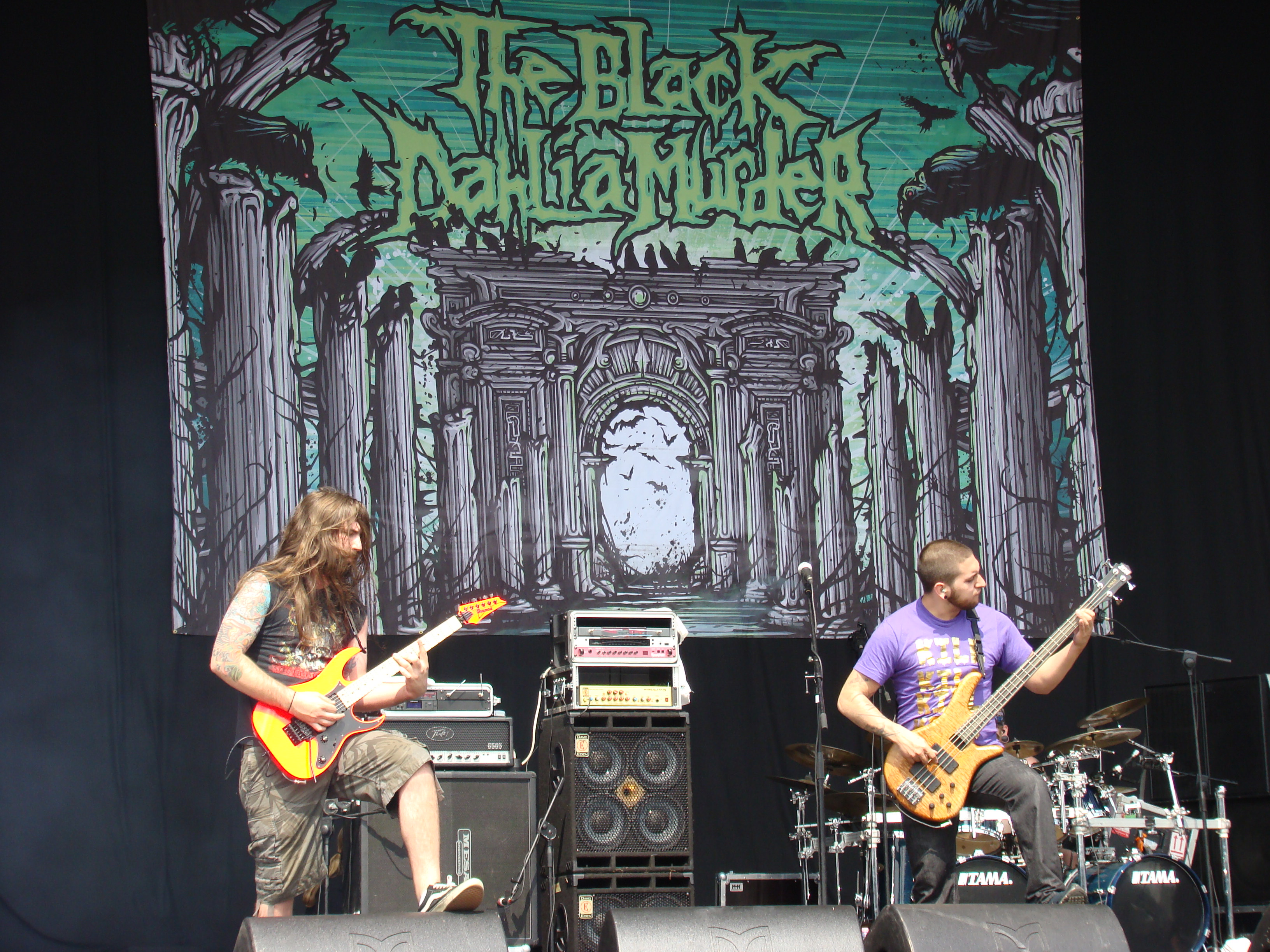
Optreden in 2009

The Black Dahlia Murder is een Amerikaanse melodieuze deathmetalband afkomstig uit Michigan. De naam is afkomstig van de moord op actrice Elizabeth Short die bekendstond onder de naam The Black Dahlia. De invloeden van de band zijn onder meer At the Gates, In Flames, Dissection en Carcass. Het algemene geluid van de band bestaat uit onder meer blastbeats op drumgebied en tremolopicking riffs op de gitaar. Deze zijn vaak erg melodisch, evenals de gitaarsolo's. Er wordt ook in grote mate gebruikgemaakt van harmonieën tussen de gitaren. De zang bestaat uit diepe, lage grunts afgewisseld met de hoge, rauwe screams. De muziek wordt soms ook bestempeld als technisch, maar vanwege het hoge melodische gehalte, toch toegankelijker dan menige technical deathmetalbands.
Hoewel de muziek zelf erg doordacht en 'serieus' is, staat deze band erom bekend een dosis humor in hun act en artwork te gooien. Live komt het namelijk weleens voor dat er een man in een apenkostuum over het podium rondrent. Dit, vanwege hun nummer genaamd Statutory Ape. Ook de foto's die je vindt in de boekjes van hun albums zijn moeilijk serieus te nemen, zo zet ieder bandlid voor de foto bijvoorbeeld een gek gezicht op. Op de dvd uit 2009, Majesty, is voornamelijk te zien dat de band alcohol aan het drinken is in hun tourbus of in de kroeg.

## Bandleden
- Brian Eschbach – Gitaar (2001–present) en zang (2022- heden)[1]
- Ryan Knight – Gitaar (2009–present)
- Brandon Ellis - Gitaar (2016-present)
- Max Lavelle – Bas (2012–present)
- Alan Cassidy – Drums (2012–present)

## Voormalig bandleden
- Trevor Strnad – Zang (2001–2022). Strnad overleed in mei 2022 op 41-jarige leeftijd[2]
- Mike Schepman – Bas (2001)
- John Deering – Gitaar (2001–2002)
- Sean Gauvreau – Bas (2001–2002)
- Cory Grady – Drums (2001–2004)
- David Lock – Bas (2002–2005)
- John Kempainen – Gitaar (2002–2008)
- Zach Gibson – Drums (2005)
- Ryan 'Bart' Williams – Bas (2005–2012)
- Pierre Langlois – Drums (2006)
- Shannon Lucas – Drums (2007–2012)
- Ryan Knight – Gitaar (2009–2016)

## Discografie

### Albums
- Unhallowed (2003)
- Miasma (2005)
- Nocturnal (2007)
- Deflorate (2009)
- Ritual (2011)
- Everblack (2013)[3]
- Abysmal (2015)
- Nightbringers (2017)
- Verminous (2020)

### Ep's
- What a Horrible Night to Have a Curse (2001)
- A Cold-Blooded Epitaph (2002)
- Grind 'Em All! (2014)

### Dvd's
- Majesty (2009)
- Fool 'Em All! (2014)[4]